# Andrzej Ratusiński
Andrzej Ratusiński (ur. 9 listopada 1949 w Starachowicach) – polski pianista zamieszkały w Niemczech.
Studiował w latach 1968–1973 w Akademii Muzycznej w Warszawie u Margerity Trombini-Kazuro. Kontynuował studia u Vladimira Horowitza, Artura Rubinsteina i Jorge Boleta. Otrzymał nagrody i wyróżnienia na Międzynarodowym Konkursie Pianistycznym im. Ferruccio Busoniego w Bolzano (1973) oraz na Międzynarodowym Konkursie Muzycznym im. Piotra Czajkowskiego w Moskwie (1974).
W roku 1982 zamieszkał w Niemczech. W roku 1990 został powołany na profesora Państwowej Wyższej Szkoły Muzyki i Sztuk Przedstawiających (Staatliche Hochschule für Musik und Darstellende Kunst) w Stuttgarcie, gdzie prowadził klasę fortepianu.
Oprócz pracy pedagogicznej występuje na estradach koncertowych z orkiestrami, m.in. Orchestre de la Suisse Romande, Wiener Symphoniker, Berliner Philharmoniker z repertuarem klasycznym, jak również z utworami kompozytorów polskich od Chopina do Lutosławskiego i Pendereckiego.